# Средњовековни топли период
Средњовековни топли период је представљао необично топлу климу у подручју Северног Атлантика, а период топлије климе трајао је од 10. века до око 14. века. Неки знају тај период да називају "Средњовековна климатска аномалија" да би нагласили да је било и других значајних ефеката сем пораста температуре..

## Почетно истраживање
Средњовековни топли период представљао је необично топло време од око 800. до 1300. године, за време средњега века у Европи. Почетно истраживање Средњовековног топлог периода и Малог леденог доба, које је следило након тога најпре је рађено у Европи, где је ефект и био најизраженији и јасно документован.
У почетку се веровало да су промене температуре глобалне. То се истраживало, па је на међународном панелу о климатским променама 2001. један извештај сумирао дотадашња истраживања, да не постоје докази да је Мало ледено доба или Средњовековни топли период био глобални синхрони феномен аномалне хладноће или топлоте током тога периода.
Средњовековни топли период слаже се временски са максимумом соларне активности, која је позната као „средњовековни максимум“ (1100-1250).

## Климатски догађаји

### Северни Атлантик и региони Северне Америке
За време средњовековног топлог периода винова лоза се гајила чак и у јужној Британији., иако мање интензивно него данас Ипак постојали су фактори поред климе, који су утицали на комерцијални успех винограда, тако да се виноградарство раширило ван топлог периода. Викинзи су искористили море ослобођено леда, па су колонизовали Гренланд и друге земље на северу. После средњовековног топлог периода уследило је Мало ледено доба, које је трајало до 19. века.
У Вирџинији у заливу Чесапик истраживачи су пронашли велика температурна одступања за време средњовековног топлог периода (око 800—1300) и током Малог леденог доба (1400—1850). Та одступања су вероватно била повезана са променама јачине северноатлантске топлотне циркулације океана.. Седименти у Пјермонт мочварама у долини Хадсона показују да је било суше за време средњовековног топлог периода.
Продужена суша је погодила многе делове запада САД, а посебно Калифорнију и западни Велики басен. Аљаска је три пута имала период већих темпаратура 1-300, 850-1200. и после 1800. године.
Истраживања заснована на распаду радиоактивног угљеника Саргашког мора показују да је темпаратура површине мора пре око 400 година и пре 1700 година била око 1 °C хладнија него данас, а пре 1000 година је била око 1 °C топлија него данас.

### Други региони
Клима у екваторијалној источној Африци се смењивала између много јаче суше него данас, па до релативно влажне. Суха клима се десила током средњовековног топлог периода (око 1000—1270).
Узорци из дубоког леда Антарктика јасно идентификују Мало ледено доба и Средњовековни топли период. Показало се да је било топло време од око 1000. до око 1100, али топли период није био строго топао, јер се унутар тога периода дешавали периоди и врућине и хладноће.
Корали у тропском Пацифичком океану дају индикацију да су постојали хладни, сухи услови на почетку миленијума, а то се слаже са Ел-Нињо јужним осцилацијама. Постоји јако мало података из Аустралије (и за топли период и за мало ледено доба).
Адхикари и Кумон су 2001. истраживали седименте језера Накацуна у средишњем Јапану и показали су постојање и средњовековног топлог периода и малог леденог деоба.